# Eurymeloides punctata
Eurymeloides punctata är en insektsart som beskrevs av Victor Antoine Signoret 1850. Eurymeloides punctata ingår i släktet Eurymeloides och familjen dvärgstritar. Inga underarter finns listade i Catalogue of Life.